# Anastasija Sidielnikowa
Anastasija Aleksiejewna Sidielnikowa (ros. Анастасия Алексеевна Сидельникова; ur. 27 kwietnia 2001) – rosyjska zapaśniczka startująca w stylu wolnym. Zajęła ósme miejsce na mistrzostwach świata w 2023.
Mistrzyni Europy w 2025. Trzecia na MŚ U-23 w 2023. Wicemistrzyni Europy U-23 w 2024. Mistrzyni świata juniorów i trzecia na ME w 2021 roku.
Mistrzyni Rosji w 2022 i 2024; druga w 2021 i trzecia w 2019 i 2023 roku.